# Audi R18 e-tron quattro
L'Audi R18 e-tron quattro est une voiture d'endurance automobile, issue de l'Audi R18 TDI, appartenant à la catégorie des Sport-prototypes et courant en championnat du monde d'endurance FIA en catégorie LMP1.

## Historique

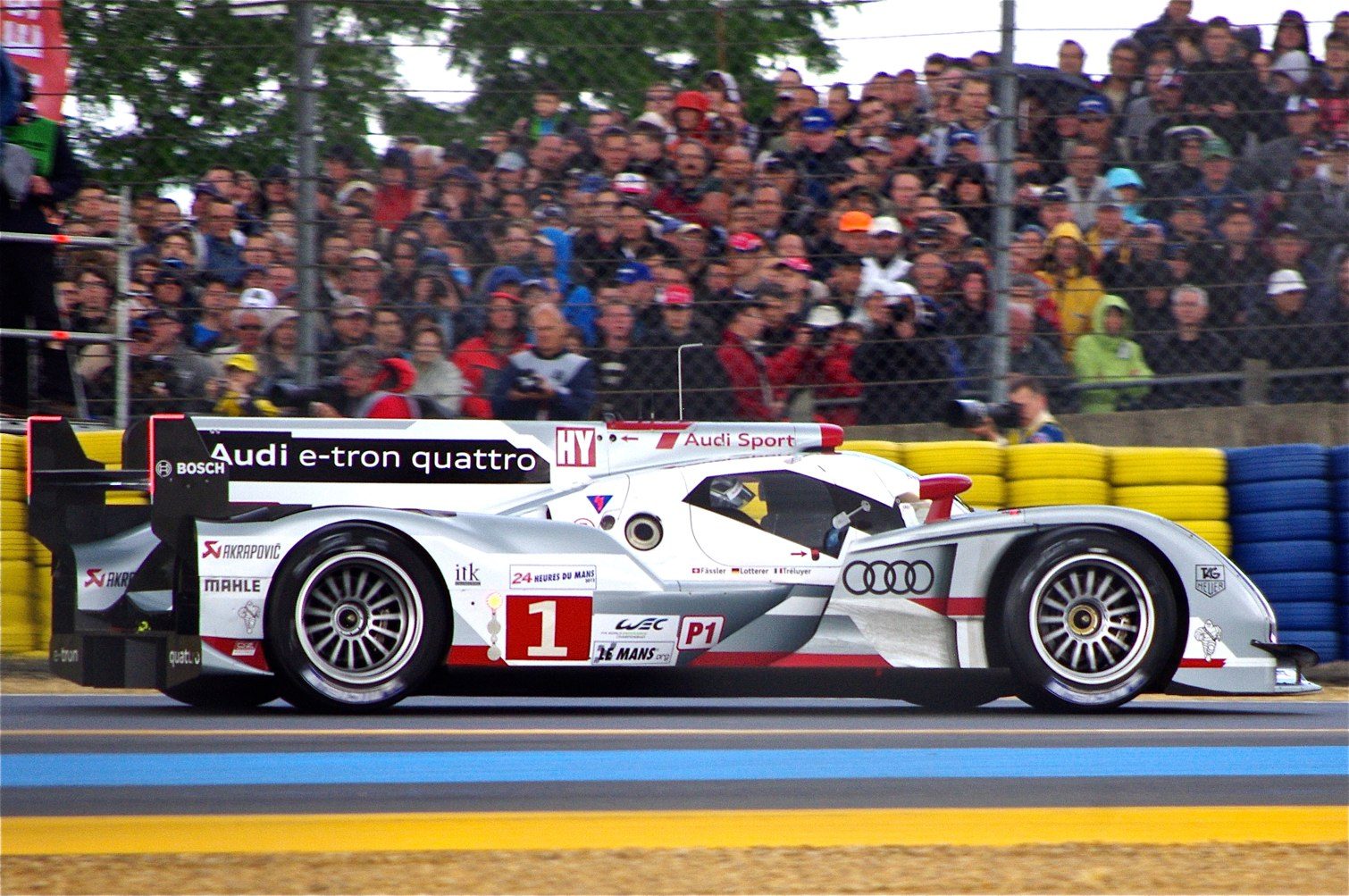
La voiture aux 24 Heures du Mans 2012.

L'Audi R18 e-tron quattro est la première voiture hybride (Diesel/électrique) du genre et la première voiture de ce type à obtenir une pole position dans cette catégorie, à l'occasion de sa première course, à savoir les 6 Heures de Spa 2012. Même si elle semble identique à l'Audi R18 TDI, la R18 e-tron quattro est rallongée d'une dizaine de centimètres, et accueille pour la première fois sur une Audi d'endurance un système hybride. Ce système hybride est implanté sur les roues avant contrairement à ses concurrentes Toyota TS030 Hybrid et Toyota TS040 Hybrid.
Après la saison 2012 durant laquelle les R18 e-tron quattro ont été dominées sur la plupart des circuits lents par la Toyota TS030 Hybrid, Audi a retravaillé sa monture pendant l'hiver afin de gagner en performance. Parmi les améliorations importantes, on note une révision des passages de roues avant, des échappements soufflés à l'intérieur des passages de roues arrière et une version dite « long tail » (« longue queue ») dédiée aux 24 Heures du Mans afin de gagner en finesse aérodynamique. Si cette version longue est en effet plus longue que les R18 normales, elle n'en est pas pour autant aussi extrême que ce que furent les versions longues à l'époque du groupe C, en raison d'un règlement limitant le porte à faux arrière à 750 mm.
La version 2014 de l'Audi R18 e-tron quattro subit de nombreuses évolutions par rapport aux versions 2012 et 2013, cela étant principalement dû à l'arrivée d'un nouveau règlementen 2014 pour le WEC et les 24 Heures du Mans 2014. Ce dernier permet plus de liberté au niveau du moteur, de l'hybridation et du poids minimum de l'auto. Par contre, la voiture subit des restrictions au niveau de la largeur (largeur comprise en 1 800 et 1 900 mm) et surtout au niveau de la consommation énergétique.
L'Audi R18 version 2016 est presque totalement différente des précédentes R18 e-tron quattro : aérodynamique profondément revue, utilisation d'un nouveau système hybride (le volant d'inertie laisse place aux batteries lithium-ion), améliorations effectuées au niveau du bloc V6 diesel. Pour 2016, Audi passe à la classe 6 MJ, contre 4 MJ en 2015. Le nouveau design de la voiture n'a pas comme seul objectif l'amélioration de l'aérodynamique. En effet, il permet également de modifier la répartition du poids de la R18 (son poids est de 875 kg, le poids minimum imposé par le règlement 2016).

## Moteur

### Version 2012 et 2013
Cette Audi combine un moteur Diesel (entraînant les roues arrière) et un moteur électrique s'activant à partir de 120 km/h et n’entraînant que les roues avant,, ce qui la transforme en voiture en transmission intégrale. Le moteur électrique fonctionne grâce à un système de récupération de l'énergie cinétique (SREC) fonctionnant lors du freinage.

#### Version RP3
L'Audi R18 E-Tron Quattro RP3 est un prototype de voiture de sport développé et construit par Audi conformément à la réglementation LMP1. La voiture a participé au FIA WEC 2013 et aux 24 Heures du Mans 2013.
De nombreuses modifications ont été apportées au véhicule pour la saison 2013, par exemple, la voiture a maintenant des doubles plaques d'extrémité à l'arrière, comme sur la Toyota TS030 Hybrid; ils augmentent l'appui sur l'essieu arrière. L'avant a également été modifié sur le plan aérodynamique, au lieu de fentes sur le passage de roue pour la ventilation, il y a maintenant des trous rectangulaires. De plus, le système hybride a été considérablement amélioré; la récupération est désormais 15 à 20 % plus efficace, de sorte que toute la puissance du système hybride est disponible même après les virages avec des phases de freinage courtes.

### Version 2014
La voiture est engagée dans la catégorie LMP1 Hybride en classe 2 MJ (la quantité d'énergie restituée aux essieux pour un tour du circuit est limitée, sous le contrôle des organisateurs, à 2 MJ pour Le Mans, ou en fonction de la longueur du tour pour les autres circuits). 
En 2014, la réglementation impose des plafonds de consommation de carburant drastiquement inférieurs aux précédents, d'environ 30 %.
La version 2014 exploite l'« unité de puissance » (terminologie du règlement technique) suivante : 
- Un moteur :

C'est un Diesel, qu'Audi nomme « TDI », de désormais 4 litres de cylindrée, suralimenté par un turbocompresseur à géométrie variable (VGT), à architecture V6. Il fournit une puissance maximale de plus de 395 kW (537 ch) au seul essieu arrière, via une boîte de vitesses séquentielle à sept rapports.
- Un unique système de récupération d'énergie (nommé « ERSA » dans le règlement technique) :

Il est disposé sur l'essieu avant et récupère l'énergie cinétique (c'est donc un ERS-K, « K » étant l'initiale de « kinetic » en anglais, pour « cinétique ») sous forme électrique.
- Un unique stockage de l'énergie (nommé « ES » dans le règlement technique) :

Il est constitué d'une roue à inertie (stockage cinétique) couplée à une machine électrique à haute vitesse, et se situe dans l'habitacle. Il est fourni par GNK, qui a racheté cette activité à Williams début 2014. Sa capacité en énergie est de 0,6 MJ, la puissance maximale est de 170 kW (230 ch), et la vitesse maximum approximative de rotation de la roue : 4 200 rad/s (40 000 tr/min).
- Un unique moteur électrique (nommé « MGU » dans le règlement technique) :

Il est disposé sur l'essieu avant et restitue l'énergie précédemment récupérée. Contrairement aux années précédentes, où il fallait que le véhicule ait atteint 120 km/h pour que le MGU puisse délivrer son couple, il peut désormais le faire à partir de l’arrêt.
C'est la même machine électrique qui assure les fonctions d'ERS et de MGU : dans le premier cas elle fonctionne en générateur, dans le second en moteur. Elle récupère ou délivre une puissance maximale de 170 kW (230 ch), qui est identique à celle de l'ES.

#### 2014: Échec du projet4MJ
Par rapport à 2013, l'unité de puissance a été profondément retravaillée, mais son principe reste identique. Pourtant, Audi désirait s'inscrire en classe 4MJ et avait commencé le développement d'une unité de puissance plus ambitieuse  qui comprenait en plus :
- Un second système de récupération d'énergie (nommé « ERSA » dans le règlement technique) :

Il récupérait l'énergie des gaz d'échappement, sous forme électrique en reliant l'axe du turbocompresseur à une machine électrique (c'est donc un ERS-H, « H » étant l'initiale de « heat » en anglais, pour « chaleur ». Considérer que l'énergie des gaz d'échappement est principalement thermique et non cinétique est abusif, mais permet au moins de distinguer aisément  les différents types d'ERS). Celle-ci était également en mesure de fournir de la puissance au turbocompresseur pour augmenter transitoirement la pression de suralimentation et réduire le temps de réponse du turbocompresseur. Ce type de restitution d'énergie n'est pas comptabilisé dans la quantité d'énergie restituée pour un tour du circuit, comme l'indique l'annexe C du règlement, page 53. 
Audi a renoncé, arguant de la faible réduction du temps de réponse des turbos, en regard des risques sur la fiabilité.

### Version 2015
La voiture est présentée à la presse le 19 mars 2015,, et s'inscrit désormais en classe 4 MJ. 
En prenant les hypothèses de l'organisateur (rendement du meilleur moteur Diesel de 44,56 % et rendement du MGU de 98 %) et l'annexe B du règlement technique du 19 décembre 2014, la quantité d'énergie délivrée sur un tour du circuit des 24 Heures en classe 4 MJ est au maximum de 63,98 MJ, contre 63,58 en classe 2 MJ.
L'unité de puissance conserve le principe de 2014, mais est majorée, avec une puissance maximale globale de 610 kW (830 ch) :
- Le moteur :

Il est porté à 410 kW (558 ch) avec un couple maximal inchangé de 850 N m. La baisse de consommation de 2,5 % annoncée par Audi correspond exactement à la baisse d'allocation en carburant imposée par le règlement pour tout Diesel montant de la classe 2 MJ à 4 MJ.
- La partie hybride (système de récupération d'énergie ERSA, stockage de l'énergie ES , et  moteur électrique MGU) :

Elle est majorée de 17 %, tant au niveau de la capacité du stockage portée à 0,7 MJ, que de la puissance maximale portée à 200 kW (272 ch).

## Pilotes

### Version 2012
Deux Audi R18 e-tron quattro sont engagées pendant le WEC sauf pour les 12 Heures de Sebring. Les équipages sont :
- Audi R18 e-tron quattro no 1 Marcel Fässler-André Lotterer-Benoît Tréluyer
- Audi R18 e-tron quattro no 2 Rinaldo Capello-Tom Kristensen-Allan McNish

### Version 2013
Deux Audi R18 e-tron quattro sont engagées pendant le WEC sauf pour les 6 Heures de Spa et les 24 Heures du Mans. Les équipages sont :
| Liste de départ           | Liste de départ                 | Liste de départ         | Liste de départ | Liste de départ          | Liste de départ         | Liste de départ           |
| Nr.                       | Équipe                          | Véhicule                | Pneus           | Pilote                   | Pilote                  | Pilote                    |
| ------------------------- | ------------------------------- | ----------------------- | --------------- | ------------------------ | ----------------------- | ------------------------- |
| 12 Heures de Sebring 2013 |                                 |                         |                 |                          |                         |                           |
| 1                         | Allemagne Audi Sport Team Joest | Audi R18 e-tron quattro | M               | Suisse Marcel Fässler    | France Benoît Tréluyer  | Royaume-Uni Oliver Jarvis |
| 2                         | Allemagne Audi Sport Team Joest | Audi R18 e-tron quattro | M               | Royaume-Uni Allan McNish | Danemark Tom Kristensen | Brésil Lucas di Grassi    |

Trois Audi R18 e-tron quattro RP3 sont engagées pendant le FIA WEC 2013. Les équipages sont :
| Liste de départ                           | Liste de départ                 | Liste de départ         | Liste de départ | Liste de départ          | Liste de départ           | Liste de départ        |
| Nr.                                       | Équipe                          | Véhicule                | Pneus           | Pilote                   | Pilote                    | Pilote                 |
| ----------------------------------------- | ------------------------------- | ----------------------- | --------------- | ------------------------ | ------------------------- | ---------------------- |
| Championnat du monde d’endurance FIA 2013 |                                 |                         |                 |                          |                           |                        |
| 1                                         | Allemagne Audi Sport Team Joest | Audi R18 e-tron quattro | M               | Allemagne André Lotterer | France Benoît Tréluyer    | Suisse Marcel Fässler  |
| 2                                         | Allemagne Audi Sport Team Joest | Audi R18 e-tron quattro | M               | Danemark Tom Kristensen  | Royaume-Uni Allan McNish  | France Loïc Duval      |
| 3                                         | Allemagne Audi Sport Team Joest | Audi R18 e-tron quattro | M               | Espagne Marc Gené        | Royaume-Uni Oliver Jarvis | Brésil Lucas di Grassi |

### Version 2014
Deux Audi R18 e-tron quattro sont engagées pendant le WEC sauf pour les 6 Heures de Spa et les 24 Heures du Mans. Les équipages sont :
- Audi R18 e-tron quattro no 1 : Loïc Duval-Tom Kristensen-Lucas Di Grassi
- Audi R18 e-tron quattro no 2 : Marcel Fässler-André Lotterer-Benoît Tréluyer
- Audi R18 e-tron quattro no 3 : Filipe Albuquerque-Oliver Jarvis-Marco Bonanomi

### Version 2015
Deux Audi R18 e-tron quattro sont engagées pendant le WEC sauf pour les 24 Heures du Mans. Les équipages sont :
- Audi R18 e-tron quattro no 7: Marcel Fässler-André Lotterer-Benoît Tréluyer
- Audi R18 e-tron quattro no 8 : Loïc Duval-Oliver Jarvis-Lucas Di Grassi
- Audi R18 e-tron quattro no 9 : Filipe Albuquerque-René Rast-Marco Bonanomi

### Version 2016
Deux Audi R18 sont engagées en championnat du monde. Grande nouveauté, il n'y a aux 24 Heures du Mans, tant chez Audi que chez Porsche, que deux prototypes engagés, contre trois en 2012, 2013 et 2014. Les équipages sont : 
- Audi R18 no 7 :  Marcel Fässler-André Lotterer-Benoît Tréluyer
- Audi R18 no 8 :   Lucas di Grassi-Loïc Duval-Oliver Jarvis

## Courses

### 6 Heures de Spa 2012
L'Audi no 2, partie en pole position, est dépassée par l'Audi R18 ultra no 3 en raison de la stratégie de changement de pneus.
L'Audi no 1 qui était partie en troisième position rétrograde d'une place au classement final.

### 24 Heures du Mans 2012
Audi présente deux voitures aux 24 Heures du Mans 2012 et remporte la pole position (améliorant de deux secondes le temps de l'année précédente) et la course avec la e-tron no 1, une première pour un véhicule hybride au Mans.

### 24 Heures du Mans 2013
Audi place deux voitures sur le podium aux 24 Heures du Mans 2013, gagnant l'épreuve mancelle devant une Toyota et une autre Audi R18 e-tron quattro. Avec cette douzième victoire, Audi n'est plus qu'à quatre titres de Porsche (16 victoires). Tom Kristensen en profite aussi pour obtenir un neuvième trophée (le record absolu aux 24 Heures du Mans).

### 24 Heures du Mans 2014

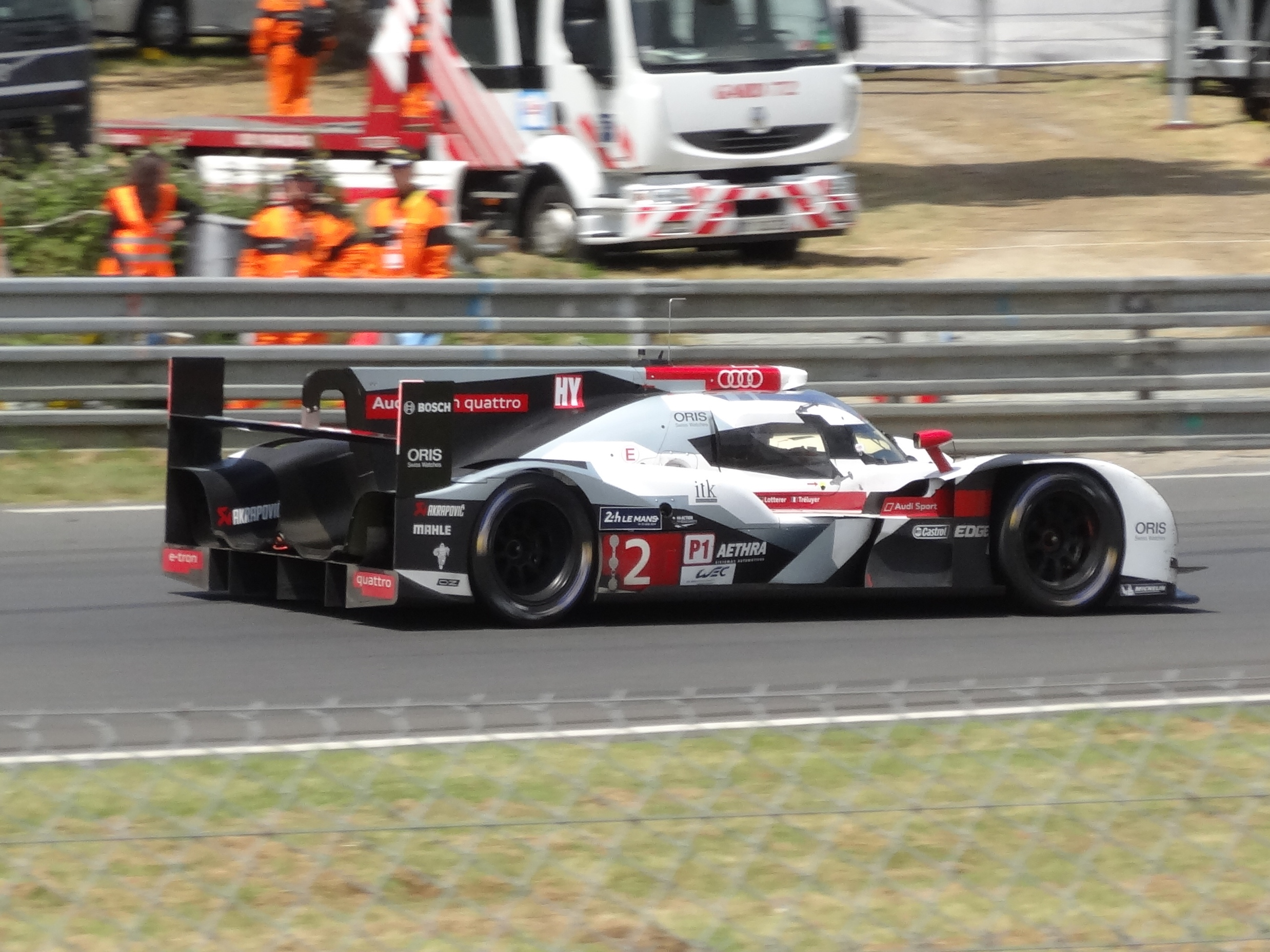
L'Audi R18 e-tron quattro no 2, victorieuse de l'édition 2014.

Lors de cette édition, trois voitures sont alignées. Audi réalise un doublé avec les no 2 et no 1.

## Palmarès
L'Audi R18 e-tron quattro est l'une des voitures les plus titrées pour Audi, avec la R8 et la R10. Elle a gagné plusieurs courses dont :
- Doublé aux 24 Heures du Mans 2012
- Victoire aux 6 heures de Silverstone 2012
- Victoire aux 6 Heures de Bahreïn 2012
- Championne du monde du Championnat du monde d'endurance FIA 2012 (WEC)
- Doublé aux 6 heures de Silverstone 2013
- Triplé aux 6 heures de Spa 2013
- Victoire aux 24 Heures du Mans 2013
- Victoire aux 6 Heures de São Paulo 2013
- Victoire aux 6 Heures du Circuit des Amériques 2013
- Victoire aux 6 Heures de Shanghai 2013
- Championne du monde du Championnat du monde d'endurance FIA 2013 (WEC)
- Doublé aux 24 Heures du Mans 2014
- Victoire aux 6 Heures du Circuit des Amériques 2014
- Victoire aux 6 Heures de Silverstone 2015
- Victoire aux 6 Heures de Spa 2015
- Victoire aux 6 Heures de Spa 2016
- Victoire aux 6 Heures de Bahreïn 2016